# Quartz hématoïde
Le quartz hématoïde est une variété de quartz qui se caractérise par sa couleur rouge, orangé-rouge, jaune-orange, due à des inclusions d'hématite ou de limonite.

## Étymologie
Hémato-, du grec ancien αι̃μα, αι̃ματος (aïma, aïmatos) « sang » et -oïde, du grec ancien -ειδής de ει̃δος (eïdos) « forme, aspect ».

## Synonymie
- Cristal de roche d'un rouge plus ou moins foncé. (Jean-Baptiste Romé de L'Isle)
- Crystallus colorata flavè rubens,( Wallerius  1778) [5]
- Ferruginous Quartz (terminologie anglophone)
- hyacinthe de Compostelle
- hyacinthus Occidentalis
- quartz cristallisé d'un rouge de cornaline, (Ignaz von Born  1790)[6]
- quartz hyalin hématoide  (René Just Haüy1801) [7]
- sinople[8] ; le mot vient  de la ville de Sinope, port de Paphlagonie, dont la terre était de couleur rouge (voir sinopia).

## Gisements remarquables
- Espagne
  - Cova del Chato, Chella, Valencia[9]
  - La Murta, Domeño, Valencia[9]
- France
  - Trias du massif des Corbières, Aude[10]
- Tchéquie
  - lom Klecany, Prague, Bohème

## Galerie

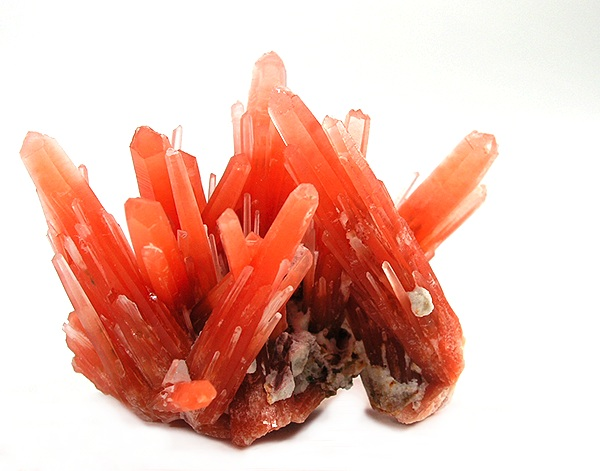
Quartz hématoïde Russie